# Bristol (Tennessee)
Bristol város az USA Tennessee államában, Sullivan megyében. Lakosainak száma 27 147 fő (2020. április 1.).

## Népesség
A település népességének változása:
| Lakosok száma | 1647 | 24 821 | 26 702 | 27 147 |
|               | 1880 | 2000   | 2010   | 2020   |